# Tinus peregrinus
Tinus peregrinus is een spinnensoort in de taxonomische indeling van de kraamwebspinnen (Pisauridae).
Het dier behoort tot het geslacht Tinus. De wetenschappelijke naam van de soort werd voor het eerst geldig gepubliceerd in 1924 door Bishop.